# Borderlands (serie)

Logo ufficiale della serie Borderlands

Borderlands è una serie di videogiochi action-RPG sviluppati da Gearbox Software e pubblicati da 2K Games a partire dal 2009.
Al 2023 la serie conta tre capitoli principali (Borderlands, Borderlands 2 e Borderlands 3) un prequel (Borderlands: The Pre-Sequel) e quattro spin-off (Tales from the Borderlands, New Tales from the Borderlands, Borderlands Legends e Tiny Tina's Wonderlands).
La serie ha ricevuto il plauso della critica specializzata per lo stile di gioco cooperativo, la grafica cartoonesca e l'umorismo che la caratterizza.

## Modalità di gioco
La serie è un action RPG e un sparatutto in prima persona. Ogni gioco inizia con un prologo e si sceglierà quale personaggio interpretare e lo si muove sempre in prima persona. Ogni personaggio giocabile possiede un'abilità speciale unica che una volta sbloccata si suddivide in tre rami dove ogni ramo si specializza su una particolare caratteristica. Ogni volta che si sale di livello si ottiene un punto di esperienza per aumentare i poteri dell'abilità speciale. Il giocatore può salire di livello acquisendo esperienza nel completare le missioni principale, svolgendo le missioni secondarie o uccidendo i nemici. I giocatori avranno uno zaino dove potranno trasportare un numero limitato di armi, tuttavia lo spazio aumenta sbloccando gli speciali scomparti dello zaino svolgendo delle particolari missioni. Il giocatore oltre ad utilizzare le armi e le granate potrà utilizzare anche un attacco corpo a corpo, la cui animazione cambia per ogni cacciatore della cripta.
La particolarità della serie sono le armi modificate, infatti alcune armi posseggono dei potenziamenti chiamati: incendiamento, congelamento, corrosività ed elettrificazione. Un'arma può avere solo una di queste abilità e come suggerisce dal nome possono incendiare, congelare, corrodere o elettrificare i nemici. Tuttavia anche quest'ultimi possono avere tali armi. i tipi di armi presenti nel gioco sono le pistole, i fucili a pompa, i fucili d'assalto, i fucili di precisione e i lanciarazzi.
I personaggi sono dotati di un apparecchio chiamato ECHO che mostra loro la mappa della zona e ogni volta che s'inizia una missione sull'ECHO viene indicato il punto dove si deve svolgere o recare. I giocatore avranno anche uno scudo invisibile che permette loro di incassare i colpi senza intaccare la vita, tuttavia lo scudo ha una resistenza limitata e ogni volta che subisce un danno diminuisce sempre di più e quando è a zero gli attacchi successivi influiscono sulla vita. Lo scudo si ricarica dopo qualche secondo quando non si subiscono più attacchi.
Quando vengono uccisi, i nemici possono lasciare soldi, munizioni o armi permettendo al giocatore di raccoglierle. In diversi punti della mappa ci sono tre distributori che permettono al giocatore di comprare armi, munizioni o riportare la vita al massimo.
Oltre ad incontrare nemici armati, il giocatore affronta anche la fauna di Pandora, composta da animali volanti (come i rakk) o terrestri (come gli skag).
Nella serie si incontreranno diversi personaggi che supporteranno il giocatore. Questi possono ricoprire un ruolo primario nelle missioni, senza però supportare il giocatore sul campo di battaglia. Alcuni personaggi offriranno delle missioni secondarie ampliando la trama.
Per spostarsi in diversi punti del pianeta si può utilizzare lo spostamento rapido, una specie di teletrasporto che si trova in alcuni punti della mappa. Oppure per spostarsi si possono utilizzare veicoli come macchine corazzate con mitragliatrice e cannoni. Nei diversi DLC è possibile sbloccare nuovi tipi di veicoli utilizzabili solamente nel contenuto aggiuntivo. In Borderlands: The Pre-Sequel oltre alle macchine corazzate si possono utilizzare moto volanti che permettono di attraversare gli spazi vuoti. È anche possibile modificare il colore dei veicoli.
La peculiarità della serie e che è composta da molto umorismo di diverso genere, dal sadico e dal perverso. La serie è piena di linguaggio scurrile, di doppi sensi e da frasi senza senso. Un esempio, Jack il Bello possiede un cavallo e lo ha chiamato "Stallone da Culo".

## Videogiochi

### Capitoli principali
Borderlands

Primo gioco della serie pubblicato nel 2009. I protagonisti (Roland, Brick, Mordecai e Lilith) giungono su Pandora per mettersi alla ricerca della Cripta. Si può scegliere se impersonare uno dei quattro protagonisti e giocare il gioco da solo oppure giocare insieme agli amici che impersonano gli altri giocatori. Tale gioco è stato pubblicato su PlayStation 3, Xbox 360 e Microsoft Windows. Un'edizione rimasterizzata contenente tutti i DLC viene rilasciata il 3 aprile 2019 per Playstation 4, Xbox One e Microsoft Windows.
Borderlands 2
Il secondo gioco della serie, pubblicato nel 2012. Ambientato cinque anni dopo il primo, Pandora è stata sottomessa da un tiranno chiamato "Jack il Bello" che ha trasformato l'intero pianeta nel suo impero assumendo una dittatura. Dopo aver aperto la cripta, Jack scopre dell'esistenza di un minerale pregiato chiamato Eridium e comincia l'estrazione di tale minerale, scoprendo da antiche iscrizioni aliene l'esistenza di un'altra Cripta nascosta su Pandora. Jack si mette alla ricerca della Cripta e comincia una guerra contro gli abitanti di Pandora. I protagonisti (Salvador, Axton, Maya e Zero) combatteranno Jack e il suo esercito affiancati dagli abitanti di Pandora. Si può scegliere se impersonare uno dei quattro protagonisti e giocare il gioco da solo oppure giocare insieme agli amici che impersonano gli altri giocatori. Tale gioco è stato pubblicato su PlayStation 3, Xbox 360, Microsoft Windows, macOS, PlayStation Vita e PlayStation 4
Borderlands 3
La Gearbox dopo aver pubblicato Borderlands: The Pre-Sequel annuncia di essere al lavoro per Borderlands 3. Nel marzo 2017 vengono pubblicate su internet le prime immagini del gioco. A settembre 2017 i produttori durante un'intervista hanno dichiarato che si prenderanno molto tempo per sviluppare tale gioco per svilupparlo meglio e non creare un gioco in fretta e furia solo per accontentare i fan. Nell'ottobre 2018 si vociferava in internet che il gioco sarebbe stato rilasciato nel 2019. Ai The Game Awards 2018 la Gearbox rivelano alcuni dettagli sulle classi dei personaggi, inoltre ha affermato che ha intenzione di rivelare nella prima metà del 2019 e che è "quasi fuori dall'alfa". Il 27 marzo 2019 viene pubblicato il primo trailer del gioco senza però rivelare ufficialmente il titolo. Sette anni dopo la morte di Jack il Bello i Crimson Raider devono affrontare una nuova minaccia: i Gemelli Calypso. Essi creano un culto chiamato "Figli della Cripta" con l'intenzione di aprire una misteriosa cripta chiamata "Grande Cripta". Il 28 marzo 2019 il gioco viene ufficialmente rivelato al PAX East 2019 dove viene pubblicato un trailer di tre minuti senza però specificare la data d'uscita e le piattaforme su cui verrà lanciato, successivamente indicati rispettivamente come 13 settembre 2019 e PlayStation 4, Xbox One e PC.
Borderlands 4
Videogioco in sviluppo da Gearbox, annunciato ufficialmente durante l'evento Gamescom 2024, la pubblicazione è pianificata nel 2025 per i dispositivi Playstation 5, Xbox Series , PC e Nintendo Switch 2.

### Prequel
Borderlands: The Pre-Sequel

Terzo gioco della serie, pubblicato nel 2014. Cronologicamente è ambientato dopo gli eventi di Borderlands 2, tuttavia Athena racconta ai Cacciatori della Cripta come Jack il Bello è salito al potere, di conseguenza il gioco è ambientato tra Borderlands e Borderlands 2. Il gioco non è ambientato su Pandora ma sulla sua luna, Elpis. Qui Jack, prima di divenire "Jack il Bello" lavorava per la Hyperion e inviò quattro cacciatori della cripta sul Elpis per cercare un'altra cripta. Il gioco termina infatti quando Jack diventa "Jack il Bello" e dichiara di diventare il padrone di Pandora. I protagonisti (Athena, Claptrap, Nisha e Wilhem) vengono inviati sulla Luna per cercare la Cripta. Si può scegliere se impersonare uno dei quattro protagonisti e giocare il gioco da solo oppure giocare insieme agli amici che impersonano gli altri giocatori. Tale gioco è stato pubblicato su PlayStation 3, Xbox 360, Microsoft Windows, macOS e PlayStation 4

### Spin-off
Tales from the Borderlands

Tale gioco è stato sviluppato da Telltale Games su licenza della Gearbox Software e pubblicato nel 2014. Tale spin-off è diviso in cinque capitoli e ogni capitoli è stato pubblicato tra il 2014 e il 2015. Tale gioco è ambientato cronologicamente dopo gli eventi di Borderlands e poco prima degli eventi del presente di Borderlands: The Pre-Sequel. Segue le vicende di due personaggi di nome Rhys e Fiona. Man mano che si va avanti col gioco si effettueranno delle scelte e in base ad esse il gioco seguirà la trama scelta dal giocatore. Tale gioco è stato pubblicato su PlayStation 3, PlayStation 4, Xbox 360, Xbox One, Microsoft Windows e iOS.
Borderlands Legends
In concomitanza con l'uscita di Borderlands 2, viene pubblicato Borderlands Legends. Un gioco di strategia dove il giocatore controlla tutti i cacciatori della cripta. Non ha avuto un riscontro positivo. Tale gioco è stato pubblicato su iOS.
Tiny Tina's Wonderlands
Durante il Summer Game Fest 2021 è stato annunciato lo spin-off della serie chiamato Tiny Tina's Wonderlands completamente incentrato sull'omonimo personaggio. Il mondo di gioco è caratterizzato da un'ambientazione fantasy simile al DLC Tiny Tina assalto alla Rocca del Drago. La particolarità di questo DLC è che non ha una classe predefinita da scegliere ma il giocatore può personalizzare il suo Cacciatore della Cripta. Il gioco è stato pubblicato il 25 marzo 2022, per le console PlayStation 4, Xbox One, PlayStation 5 e Xbox Series X/S e Microsoft Windows.

## Trama
Borderlands
Il pianeta Pandora è un pianeta desolato pieno di pericoli e pieno di insidie, tuttavia esiste una leggenda di un misterioso luogo chiamato "La Cripta" che chiunque la apra vi possa trovare ricchezza e gloria. Così sul pianeta cominciano ad arrivare molti avventurieri chiamati "Cacciatori della Cripta" che si mettono alla ricerca della Cripta e non solo, anche diverse corporazione tra cui l'Atlas Corporations che invia la scienziata Patricia Tannis per cercare la Cripta. Quattro cacciatori della Cripta di nome Roland, Lilith, Mordecai e Brick si recano sul pianeta e a guidarli nella ricerca della Cripta c'è un'entità misteriosa chiamata "Angelo Custode". Lilith si rivela essere una Sirena, una donna che possiede dei poteri mistici. I quattro si mettono alla ricerca della chiave della cripta guidati da Angelo ma vengono contrastati dalla Comandante Steele dell'Atlas Corporations che vuole mettere le mani sulla chiave. Durante le loro avventure scoprono grazie a Tannis che la Cripta è stata costruita da una razza aliena chiamata Eridiani. I quattro alla fine viaggiano per Pandora affrontando diversi nemici e pericoli e trovano tutti i frammenti ma ad aprire la Cripta è Steele e una volta aperto al suo interno esce una creatura mostruosa chiamata Il Distruttore". I quattro affrontano e uccidono Il Distruttore scoprendo che Angelo li ha solo usati per uccidere la creatura.
Borderlands: The Pre-Sequel
Cinque mesi dopo l'apertura della Cripta su Pandora, Roland e Lilith decidono di partire in vacanza su Elpis, la luna di Pandora. Nello stesso tempo sul pianeta giunge la Hyperion Corporation e un informatico di nome John assume dei Cacciatori della Cripta di nome Nisha, Wilhem, Athena e Aurelia nel cercare una Cripta situata su Elpis. Alla loro missione invia anche un ClapTrap e un suo Doppelganger chiamato Timothy Lawrence. Il gruppo si reca su Elpis e vengono aiutati da Roland e Lilith. Essi scoprono il colonnello Zarpedon sta utilizzando la stazione spaziale Helios della Hyperion per distruggere Elpis. Dopo aver affrontato Zarpedon recuperano da loro le coordinate per la cripta e dopo aver affrontano la creatura al suo interno trovano uno strano manufatto. John lo tocca e comincia ad avere delle visioni sul futuro e di una seconda cripta su Pandora dove all'interno è rinchiusa un'altra creatura chiamata Il Guerriero. Sul luogo giunge Lilith, coi suoi poteri e colpisce John al volto sfigurandolo. Questi completamente impazzito per la visione giura vendetta e decide di conquistare Pandora. John uccide il presidente della Hyperion Corporation e si autonomina nuovo leader cambiando il nome in Jack il Bello.
Borderlands 2
Cinque anni dopo l'apertura della prima Cripta su Pandora è comparso un nuovo minerale chiamato Eridium che amplifica molto i poteri delle Sirene, Jack il Bello è diventato il dittatore di Pandora con i suoi eserciti di robot e continua a cercare la cripta del Il Guerriero. Nel mentre Roland, sentendosi in colpa per aver fatto salire al potere Jack crea i Crimson Raider cominciando una guerra contro Jack. ROland riunisce i suoi vecchi compagni e arruola nuovi cacciatori della Cripta di nome Axton, Salvador, Zer0, Maya, Gaige e Krieg. Questi si recano alla base dei Crimson Raider dove qui effettuano missioni e si mettono alla ricerca della chiave della Cripta sempre guidati da Angelo. Ella rivela che lei è la figlia di Jack il Bello e che lui la tiene imprigionata da anni e sfrutta i suoi poteri. Inoltre Ella rivela che solo le Sirene come lei, Lilith e Maya possono aprire le Cripte. Alla fine riescono a trovare la chiave e insieme a Roland e Lilith vanno a salvare Angelo ma ella perisce. Sul luogo giunge poi Jack che uccide Roland e rapisce Lilith. Con i poteri della Sirena apre la Cripta liberando Il Guerriero. I Cacciatori della Cripta affrontano la creatura e Jack riuscendo ad uccidere entrambi. Subito dopo scoprono dalla chiave della Cripta una mappa contenente l'ubicazione di altre Cripte in tutta la galassia.
Borderlands 3
Sette anni dopo la sconfitta di Jack il Bello, i Crimson Raider si mettono alla ricerca delle Cripte ma devono affrontare una nuova minaccia: I Gemelli Calypso di nome Tyreen e Troy ed entrambi Sirene. Essi riuniscono tutti i delinquenti di Pandora in un gruppo chiamato "Figli della Cripta" e il loro obiettivo è quello di aprire la cosiddetta "Grande Cripta". Lilith recluta nuovi cacciatori di nome Zane Flynt, Amara, Moze e Fl4k. Con l'aiuto di Tannis scoprono l'ubicazione di altre cripte su altri pianeti. Così a bordo dell'astronave Sanctuary III partono alla volta dei pianeti Promethea, Athenas ed Eden-6 per aprire le cripte prima di loro perché i gemelli Calypso vogliono assorbire i poteri delle creature al loro interno. Dopo varie battaglie i gemelli Calypso hanno abbastanza potere per aprire la Grande Cripta che si rivela essere Pandora stessa e che Il Distruttore non è mai morto, è solo ritornato dentro la sua prigione. Inoltre con un dispositivo costruito da Tannis decifrano le scritture Eridiano scoprendo che Il Guerriero era il guardiano del distruttore per impedire la sua rinascita. Inoltre la chiave della Grande Cripta è Elpis. Il gruppo uccide Troy e vengono contattati da Typhon DeLeon, il primo cacciatore della Cripta che si rivela essere anche il padre dei due gemelli. Egli rivela che si trova sul pianeta natio degli Eridiani chiamato Nekrotafeyo. Giunto sul pianeta incontrano Typhon ed egli racconta tutto quello che ha scoperto sugli Eridiani e sul perché i suoi figli sanno molte cose sul loro conto, inoltre rivela che gli Eridiani aveva costruito una macchina in grado di fermare Il Distruttore se si fosse risvegliato. Sul luogo giunge Tyreen che uccide la macchina e il padre e torna su Pandora. Il gruppo ritorna su Pandora e assiste Tyreen che assorbe il distruttore diventando lei stessa Il Distruttore. Dopo un'epica battaglia riescono ad ucciderla ma Pandora si sta ancora sgretolando, così Lilith coi suoi poteri vola verso Elpis e la blocca sacrificando se stessa.

## Ambientazione
La serie non si svolge sul pianeta Terra, ma su un pianeta di nome Pandora di una galassia sconosciuta. La serie è ambientata anche sulla luna di Pandora, chiamata Elpis. Pandora è un pianeta molto grande, quasi quanto la Terra. Il paesaggio è prevalentemente composto da deserti rocciosi, montagne innevate e da caverne sotterranee. La civiltà umana ha colonizzato il pianeta creando città o piccoli villaggi. L'ambientazione ricorda molto quella del deserto del nord America, ovvero, che per miglia e miglia non c'è niente e dopo molti kilometri scorgi i primi segni di civiltà. Pandora in antichità era abitata da una razza aliena sconosciuta, ormai estinta, tuttavia alcuni membri sono ancora vivi e sono a guardia delle rovine o delle Cripte da loro costruite. Pandora è ricca di fauna, di diverso genere. Tali creature sono molto pericolose.
La trama di Borderlands: The Pre-Sequel è ambienta sul satellite di Pandora, ovvero Elpis. E' grande come la Luna della Terra. Anche sul satellite la civiltà umana ha colonizzato e costruito edifici. L'unica città costruita su Elpis è Concordia. Su Elpis, non essendoci atmosfera, gli abitanti devono spostarsi con uno speciale apparecchio chiamato Kit OZ che crea un casco di ossigeno, tuttavia questo ha una durata limitata e una volta terminato l'ossigeno bisogna ripararlo o rubare le scorte di ossigeno dagli altri. Non essendoci gravità è possibile spostarsi effettuando grandi balzi come se si stesse volando. Anche Elpis è ricca di fauna e possiede resti della civiltà aliena.
In Borderlands 3 è possibile visitare altri pianeti, satelliti o strutture spaziali. In tutta la serie Borderlands, esclusi Pandora ed Elpis, i pianeti e i luoghi che sono apparsi e che si possono visitare sono:
- Athenas: è composto prevalentemente da catene montuose molto alte e gli edifici sono costruiti simili a quelli della Cina, infatti gli abitanti fanno tutti parte di un gruppo chiamato "Ordine della Tempesta" che ha il compito di proteggere la natura del pianeta e il frammento della cripta. Gli abitanti parlano con uno spiccato accento francese e hanno fatto voto di non violenza tuttavia se devono combattere lo fanno.
- Promethea: invece è un pianeta supertecnologico composto da città all'avanguardia e l'ambientazione ricorda il genere cyberpunk infatti ci sono veicoli volanti in ogni zona del pianeta ed edifici talmente alti e luminosi da vederli nello spazio. È la sede dell'Atlas Corporation.
- Eden-6: in realtà è una delle lune del gigante gassoso Eden. E' composto da una folta giungla tropicale popolata da una fauna particolarmente ostile che ricorda i dinosauri e delle scimmie giganti. La popolazione di Eden-6 ha costruiti dei villaggi adattandosi alla fauna pericolosa del satellite, inoltre la luna è la sede della Jakobs Corporation ovvero la corporazione più antica della galassia.
- Nekrotafeyo: è il pianeta natale degli Eridiani. Considerato da molti una leggenda e la sua ubicazione è sconosciuta. Solamente Typhon DeLeon insieme a sua moglie Leda sono riusciti a raggiungere tale luogo da soli.
- Xylourgus: è un pianeta ricoperto completamente da ghiaccio e neve, inoltre su di esso si trova la carcassa di un'enorme mostro tentacolare. I suoi tentacoli sono talmente giganti che si annodano su tutto il pianeta. Il pianeta nonostante le rigide condizioni climatiche presenta una fauna molto letale che si è adattata al luogo, inoltre la carcassa del mostro tentacolare ha dato vita a nuove forme di vita.
- Gehenna: pianeta con un clima arido che ricorda quello di Pandora. Il pianeta è abitato da dinosauri estremamente pericolosi e coloro che ci abitano hanno creato dei piccoli insediamenti che ricordano l'ambientazione western. Il pianeta è completamente messo alla mercé di una banda di fuorilegge chiamata "Indiavolati" che mettono a soqquadro il pianeta con le loro scorribande.
- Handsome Jackpot: è in realtà un casinò spaziale situato vicino a un buco nero. E' stato costruito da Jack il Bello per attirare più persone possibili facendo credere loro di potersi arricchire ma in realtà Jack con l'inganno li fa indebitare impedendo loro di fuggire.
- Stazione spaziale Helios: è la base spaziale della Hyperion Corporation che orbita attorno ad Elpis e funge da base a Jack il Bello.
- Slaughters 3000: è un'astronave di Mr.Torgue dove lui organizza dei combattimenti superando diverse orde di nemici.

## Film
Nel 2019 è stata annunciata la lavorazione di un adattamento cinematografico della serie Borderlands. Il film sarà sviluppato dalla Lionsgate. Il CEO di Gearbox, Randy Pitchford e il CEO di Take-Two Interactive, Strauss Zelnick fungeranno da produttori esecutivi. Craig Mazin sarà lo sceneggiatore. Il film sarà diretto da Eli Roth. Il 28 maggio 2020 viene annunciato che l'attrice Cate Blanchett interpreterà Lilith. Al cast si aggiungono Kevin Hart nel ruolo di Roland, Jamie Lee Curtis nel ruolo di Patricia Tannis e Jack Black che darà la voce a Claptrap.